# Toreo de salon

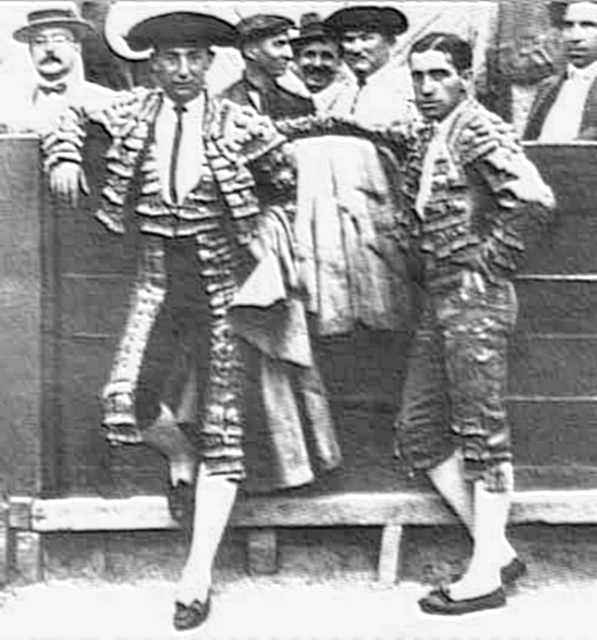
Juan Belmonte (à droite) et Joselito (à gauche) inventeurs du toreo de salon.

Le toreo de salon est l'apprentissage des gestes de la tauromachie en l’absence de taureau. Il se pratique soit en chambre, soit à l'extérieur dans une petite arène.

## Présentation
Le toreo de salon existe depuis que Juan Belmonte a créé l'art de torear, et depuis que Joselito a défini la science de la lidia. 

## Description
Ce toreo se pratique avec un taureau imaginaire. Il est centré autour de la qualité de la gestuelle du matador qui est ainsi encouragé à affiner l'esthétique de ses passes. Il y apprend la lenteur et la profondeur.

## Méthode
Entouré d'amis, de conseillers, parfois devant un miroir, le matador essaie d'améliorer ses effets plastiques, ce qui est naturellement plus facile en l'absence d'un taureau réel. Casanova et Dupuy citent toutefois l'exemple étonnant de  Curro Romero, champion du toreo de salon, qui fuyait le plus souvent devant les  taureaux de combat durs, mais qui pouvait également « les jours de grâce reproduire dans l'arène et devant le taureau des choses aussi plastiques et belles que dans le toreo de salon. »
Avec l'apparition de la vidéo et des caméscopes, les apprentis toreros peuvent enregistrer leurs gestes, les revoir, et rectifier leur défaut. Toutefois, la perfection de la gestuelle  du toreo de salon ne donne pas une indication précise sur l'attitude qu'adoptera le même torero face à un taureau dans l'arène.

## Développement
Le toreo de salon se pratique dans de nombreux clubs taurins  comme l'Association française des aficionados practicos, dans le midi de la France, mais aussi au Club taurin de Paris, et aux États-Unis dans les écoles taurines en Californie et aussi au Texas dans l'école fondée par El Texano et son père.